# Desa Serangan (administrativ by i Indonesien, Jawa Timur, lat -7,92, long 111,53)
Desa Serangan är en administrativ by i Indonesien.   Den ligger i provinsen Jawa Timur, i den västra delen av landet, 500 km öster om huvudstaden Jakarta.